# Satisfaction (serie televisiva 2007)
Satisfaction è una serie televisiva australiana trasmessa dal 2007 al 2010 e composta da tre stagioni. L'ideatore della serie è Roger Simpson, le protagoniste della serie sono Diana Glenn, Kestie Morassi, Peta Sergeant, Madeleine West, Bojana Novaković e Alison Whyte. La serie riprende il genere del telefilm, Diario di una squillo perbene con Billie Piper. La serie è firmata Showcase, viene trasmessa dal 1º novembre 2007 al 9 febbraio 2010, mentre in Italia viene trasmessa dal 1º febbraio 2009 al 3 gennaio 2011, durante il ciclo Sex & Life su FoxLife, e in prima visione free su Cielo dal 15 giugno 2010, raggiungendo un grande successo. Il 31 dicembre 2010 è stata annunciata l'ufficiale cancellazione della serie che si conclude dopo tre stagioni.

## Trama

### Prima stagione
Chloe, Heather, Tippi, Lauren e Melanie sono cinque bellissime escort, sensuali e professioniste. La serie è ambientata in Australia, nel bordello 232. Il padrone del 232 è Nick Deluca e sua figlia, Natalie, è la manager delle escort. Heather è una escort lesbica che affronta il sesso etero solo per lavoro; tuttavia, per coronare il sogno di maternità della compagna, Alex, che non riesce in alcun modo a concepire un figlio, decide, di comune accordo con un cliente, di farsi mettere incinta, ma perde il bambino dopo un brutto litigio con l'ex marito di Lauren. Chloe, è la escort più professionale, e lavora da molti anni al 232. Sua figlia adolescente, Bonnie, quando viene a sapere del suo lavoro resta sconvolta e inizia a fissare appuntamenti di sesso sul web con degli sconosciuti. Chloe, però, lo scopre in tempo e Bonnie le spiega che non vuole più essere vergine ma fare sempre sesso come lei, e la madre, infuriata, le ricorda di aver fatto tanti sacrifici per lei e che tutto quello che possiede viene dal suo lavoro. Melanie è la escort più richiesta del bordello, la più bella e sensuale, e per questo molti uomini perdono la testa per lei. Anche Nick, innamorato pazzo di lei, non vuole che lavori e gli chiede di diventare la sua donna. Melanie è molto innamorata, ma non vuole darlo a vedere, perché nota che Nick è implicato in loschi affari. Nonostante la sua passione per Nick, Mel rimane legata al ricordo del suo grande amore passato, il cliente Tim. Natalie è una ragazza che non sorride molto, è chiusa e triste per colpa di suo padre che si è rimesso a spacciare. Nonostante faccia la dura e rappresenti al meglio il ruolo di capo che ricopre all'interno del locale, Natalie è molto buona, sensibile ed indifferentemente vuole bene alle sue amiche, specialmente a Melanie, con cui però ha un rapporto conflittuale a causa della relazione di quest'ultima con il padre Nick. Tippi è la più giovane del bordello ed è considerata la più bella, è intelligente, molto profonda e spirituale. Inoltre, è stata adottata quando era molto piccola. Un giorno un cliente che si rivela essere il suo vero padre le offre l'opportunità di rinunciare al suo lavoro e di frequentare gli studi che lei ha sempre desiderato, ma Tippi rinuncia in favore del ben più redditizio lavoro di prostituta. Lauren è la receptionist del bordello ma decide di diventare anche lei una escort. Heather viene invitata da Lauren a casa sua, per una sistemazione temporanea. Però, l'ex marito di Lauren, vuole vendere la casa. Chloe si fidanza con un cliente, Josh, che fa da padre anche a Bonnie. Natalie, intanto, si innamora di un cliente di Heather. Melanie fa uscire il lato buono di Nick che, sfortunatamente, si imbatte in alcuni criminali finendo accoltellato.

### Seconda stagione
La seconda stagione si apre con Melanie, che, correndo di fianco alla barella di Nick constata il suo decesso. La protagonista di questa serie è Natalie, che, dopo la morte di suo padre, Nick, impara a conoscerlo meglio. Ma non solo, dovrà occuparsi lei del bordello ereditato dal padre. Ma anche Melanie lo vuole per cui denuncia Natalie, che deve trovarsi un avvocato. Va da un amico di suo padre e scopre che Nick, ogni mese gli mandava gratis Heather. Natalie gli promette di mandargli di nuovo Heather se lui firma il documento per la licenza di gestione del locale, ma lui in realtà desidera lei, Natalie. Mentre Hather e Lauren traslocano, Josh, ubriaco e fatto di cocaina, tradisce Chloe con Tippi. Dopo aver conosciuto Zoron, cliente del 232, Tippi accetta il suo invito a trascorrere con lui del tempo in casa, ma un giorno, dopo un brutto litigio tra Zoron e due suoi amici a cui doveva dei soldi, Tippi muore per aver ricevuto un colpo di pistola al cuore da parte di uno dei due, fuori di senno per l'abuso di droga. Chloe lascia il lavoro e la città assieme a sua figlia Bonnie, per trasferirsi in America.

### Terza stagione
La protagonista della terza stagione è sempre Natalie, che intrattiene una relazione tormentata con Sean, il fratello di Melanie. Quest'ultima scopre improvvisamente di essere entrata in menopausa precoce, e dopo tanti sacrifici, non potendo più esercitare la propria professione con gli stessi ritmi di un tempo, accetta l'invito di un cliente, Omar, e si trasferisce ad Abu Dhabi per gestire, in qualità di manager, un locale esclusivo per escort. Due nuove ragazze arrivano nel bordello: Amy, una studentessa che vive insieme al padre, e Tess, agente pubblicitario, dotata di una motivazione sorprendente per questo lavoro. Natalie deve di nuovo occuparsi degli affari perché tutto va a rotoli al 232, sono tempi duri, ma scoprirà, grazie al confronto con sua madre Loretta, qualcosa di sconvolgente sul suo passato, qualcosa che la porterà a comprendere meglio se stessa e la sua sessualità. Nel frattempo Lauren intrattiene una relazione con John, che le ruba il cuore. Sua figlia Kate ritorna a casa per le vacanze, e dovrà stare accanto alla madre poiché quest'ultima ha sviluppato una forte dipendenza da alcohol, tanto da guidare ubriaca e distruggere la sua macchina. Melanie ritorna per una visita al 232 in compagnia di una dolce bambina filippina, adottata mentre era via, e sembra che il suo istinto materno abbia avuto la meglio su di lei. Sean decide di prendersi una pausa dalla professione per trasferirsi con la sorella e la nipote ad Abu Dhabi. Natalie inizia ad aprirsi con Bernie, suo compagno di giochi sadomaso, ed esce con lui. Tess affronta il troppo coinvolgimento personale con i clienti cercando di scacciarli e facendo in modo che essi non ritornino da lei al 232, ma durante gli incontri di psicoterapia tenuti da Angela, conosce un avvocato di cui si invaghisce. La stagione termina con un incontro tra Melanie, Tess, Amy, Sean e la bimba al 232, per festeggiare l'ultimo giorno insieme, prima della partenza.

## Personaggi
- Natalie (Kestie Morassi): è la manager del bordello e figlia di Nick Deluca, padrone del bordello. È una ragazza che ama la vita, ma nello stesso tempo è molto chiusa, avendo difficoltà nei rapporti sociali.
- Chloe (Diana Glenn): escort esperta, lavora da moltissimi anni al 232, e, a causa del suo lavoro, ha un rapporto conflittuale con la figlia.
- Tippi (Bojana Novaković): è la più giovane tra le ragazze del bordello, cerca sempre di instaurare un contatto umano con i suoi clienti arrivando a prestarsi alle richieste più strane ed inusuali.
- Heather (Peta Sergeant): escort molto bella e lesbica, affronta il sesso etero solo per lavoro.
- Mel (Madeleine West): è la escort più sensuale e più costosa, lavora inizialmente come freelance, poi a causa di varie vicissitudini, si trova a lavorare in collaborazione con il 232.
- Lauren (Alison Whyte): dapprima lavora nel bordello come receptionist, ma poi si incuriosisce e viene attratta da questo lavoro che, verso la metà della serie, intraprende.
- Nick (Robert Mammone): proprietario del 232, si occupa più della protezione delle sue ragazze che della gestione del locale, oltre ad altri loschi affari nei quali è coinvolto.

## Episodi
L'intera serie è stata trasmessa in Australia su Showcase e in Italia in pay TV dal canale satellitare Fox Life.
Il 31 dicembre 2010 è stata annunciata l'ufficiale cancellazione della serie, che quindi termina dopo 30 episodi.
| Stagione         | Episodi | Prima TV originale | Prima TV Italia |
| ---------------- | ------- | ------------------ | --------------- |
| Prima stagione   | 10      | 2007-2008          | 2009            |
| Seconda stagione | 10      | 2008-2009          | 2009            |
| Terza stagione   | 10      | 2009-2010          | 2010-2011       |